# Iouri Borodaï
 (avril 2022).
Si vous disposez d'ouvrages ou d'articles de référence ou si vous connaissez des sites web de qualité traitant du thème abordé ici, merci de compléter l'article en donnant les références utiles à sa vérifiabilité et en les liant à la section « Notes et références ».
Iouri Mefodievitch Borodaï (en russe : Ю́рий Мефо́дьевич Борода́й), né le 22 février 1934 à Moscou (Union soviétique) et mort le 28 août 2006 dans la même ville, est un philosophe et publiciste soviétique puis russe.
Il est le père de l'universitaire Tatiana Borodaï et du politologue, journaliste et entrepreneur Alexandre Borodaï, bref Premier ministre de l'autoproclamée république populaire de Donetsk.

## Carrière
Iouri Borodaï termine en 1957 la faculté de philosophie de l'université de Moscou et en 1958 la faculté de journalisme de cette même université. Entre 1961 et 1967, il travaille à la rédaction de la revue Grande École et devient collaborateur scientifique à partir de 1967 de l'institut de philosophie de l'Académie des sciences d'URSS. Dans les années 1990, il est collaborateur dirigeant à l'institut de philosophie de l'Académie des sciences de Russie.

## Publications
Borodaï est l'auteur de nombreuses publications dont:
- «Теория познания — проблема продуктивного воображения» [Théorie de la connaissance]; Воображение и теория познания: (К критике кантовского учения о продуктивной способности воображения) [Représentation et théorie de la connaissance: critique de l'enseignement kantien à propos de la possibilité productive de la représentation], Moscou: «Высшая школа», 1966. — 150 pages.

- От фантазии к реальности. (Происхождение нравственности) [De la fantaisie à la réalité (la provenance du sens moral)], Moscou: institut de philosophie de l'Académie des sciences, 1995. — 270 pages.
- Эротика, смерть, табу: трагедия человеческого сознания [Érotique, Mort, Tabou: la tragédie de la conscience humaine] / monographie, Moscou: «Gnosis», Société phénoménologique de Moscou, 1996. — 416 pages. —  (ISBN 5-7333-0411-1)
- «Теологические истоки Категорического императива Канта» [Les Sources théologiques de l'impératif catégorique kantien]

Borodaï est également l'auteur de plusieurs articles, dont certains en collaboration avec Lossev et Goumiliov qui avec Alexandre Zinoviev font partie du cercle de ses amis. L'article de recension de Borodaï à propos du livre de Lossev «L'Ethnogenèse et la Biosphère de la Terre», publié dans la revue Nature («Природа»), suscite une réaction cinglante de l'Académie des sciences d'URSS, pour non-conformité idéologique. C'est à cause de cela que le rédacteur en chef adjoint de la revue, V. A. Gontcharov, est démis de ses fonctions et que d'autres reçoivent des blâmes.
Il est l'auteur d'un concept original de provenance de la conscience et théoricien d'une «Troisième voie»  pour la Russie.
Iouri Borodaï publie aussi une seule œuvre artistique intitulée Pastorale de l'époque du stalinisme tardif (Пастораль эпохи позднего сталинизма), Moscou: Praxis, 2005. — 224 pages. —  (ISBN 5-901574-47-8)